# Meppen
Meppen è una città di 35 415 abitanti della Germania nord-occidentale, nello stato federato di Bassa Sassonia ed è il capoluogo del Circondario dell'Emsland. Si trova alla confluenza di 4 corsi d'acqua: i fiumi Ems, Hase e Nordradde e il canale Dortmund-Ems (detto DEK). Il nome Meppen deriva dalla parola Mappe, che significa "delta fluviale".
Meppen si fregia del titolo di "Comune indipendente" (Selbständige Gemeinde).

## Geografia fisica
La città è posta alla confluenza del fiume Hase nell'Ems, nella parte centrale dell'Emsland, tra le città di Lingen e Papenburg, a circa 20 km dal confine con i Paesi Bassi. Ha un'estensione di 188,45 km² e un'altitudine di 15 m s.l.m. Al 30 giugno 2005, si contavano 34 196 abitanti.
Quartieri di Meppen:
|  | 1. Altstadt Centro storico di Meppen, con lo storico municipio. 2. Esterfeld 3. Feldkamp 4. Kuhweide 5. Neustadt 6. Nödike 7. Schleusengruppe |

Sobborghi di Meppen:

Nel 1974 le seguenti 13 municipalità indipendenti nelle vicinanze di Meppen entrarono a far parte integrante della città:
| 1. Apeldorn 2. Bokeloh 3. Borken 4. Groß Fullen 5. Klein Fullen 6. Helte 7. Hemsen 8. Holthausen 9. Hüntel 10. Rühle 11. Schwefingen 12. Teglingen 13. Versen |

## Storia

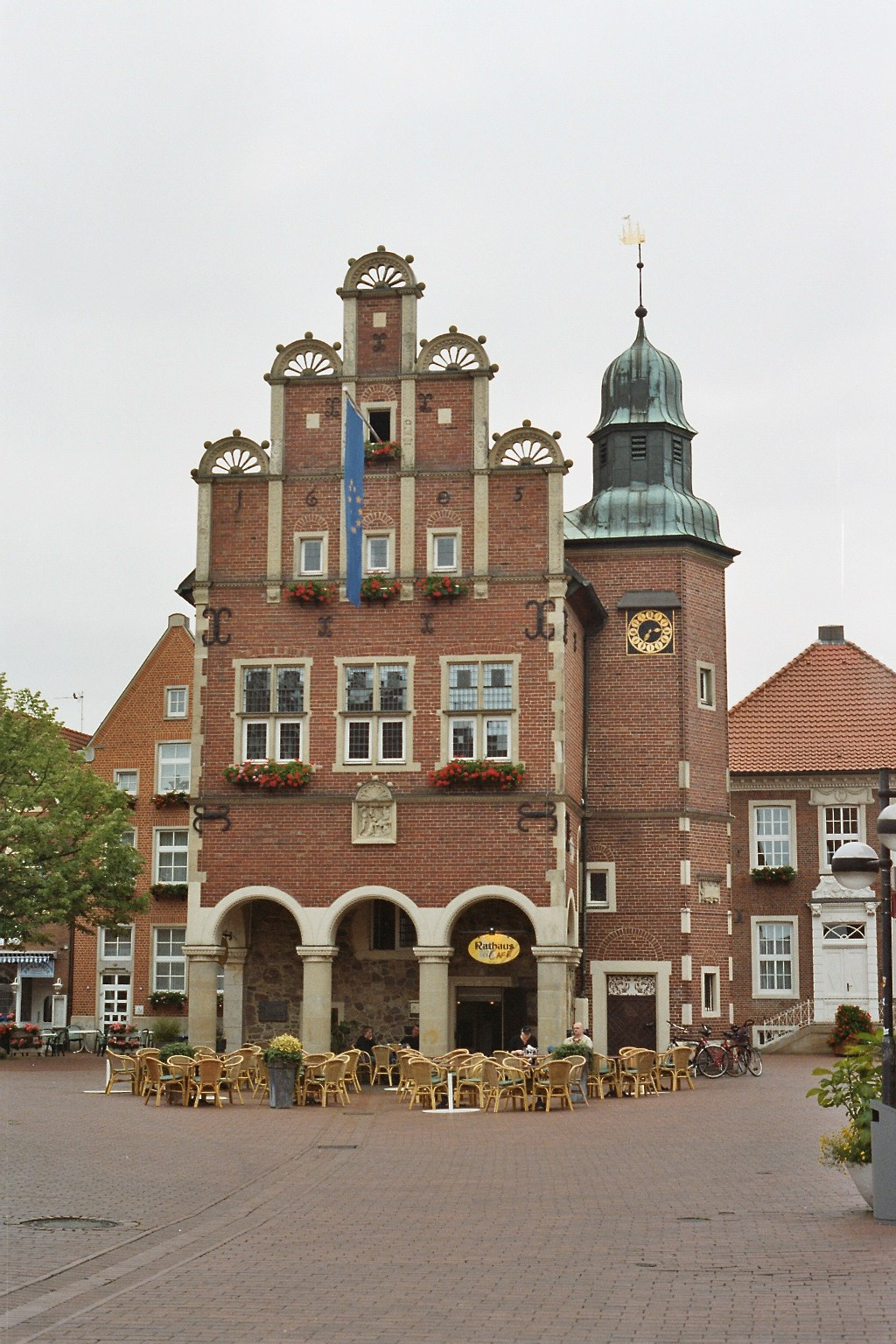
Municipio di Meppen

Meppen, che una volta era una città fortificata, vanta 12 secoli di storia.
Il primo documento che menziona Meppen, risale all'anno 834, riguardante una donazione fatta dall'imperatore franco Luigi il Pio, che trasferì un insediamento missionario con quel nome all'abbazia di Corvey.
Nel 1252 la contessa Jutta von Vechta-Ravensberg vende i suoi possedimenti al vescovato di Münster. Meppen diventa parte del Niederstift Münster. Nel 1360 Meppen ottiene il permesso di costruire fortificazioni dal vescovo Adolf di Münster, e di conseguenza diventa una città. Nei successivi tre secoli, fino al 1660, Meppen viene edificata come città fortificata.
Nel 1762, alla fine della Guerra dei sette anni, le fortificazioni vengono demolite. Tuttavia alcune mura dell'epoca sono ancora esistenti.
Nel 1803 le risoluzioni del Reichsdeputationshauptschluss (la serie di mediazioni e secolarizzazioni occorse in Germania tra il 1795 e il 1814, assegnano Meppen al Duca di Arenberg, per compensare le perdite dei suoi possedimenti sulle rive occidentali del fiume Reno. Meppen diventa la capitale del ducato di Arenberg.
Nel 1811 Meppen è incorporata nel Primo Impero francese come capoluogo di cantone.
Tra il 1813 e il 1814 si ha l'occupazione da parte della Prussia mentre tra il 1814 e il 1815 le risoluzione del Congresso di Vienna assegnano Meppen e il ducato di Arenberg al Regno di Hannover.
Nel 1855 Meppen è collegata alla linea ferroviaria Hannoverschen Westbahn fino dalla sua apertura.
Nel 1866 Hannover diventa una provincia della Prussia.
Nel 1946 la nazione di Prussia viene abolita dopo la Seconda guerra mondiale. Meppen diventa parte del Land di nuova creazione chiamato Bassa Sassonia.
Nel 1977 le riforme dei distretti di Bassa Sassonia, uniscono i distretti di Lingen, Meppen e Aschendorf-Hümmling nel distretto di Emsland, con Meppen come capoluogo amministrativo.

### Statistiche demografiche
(*inclusi i villaggi dipendenti da Meppen)
| Anno  | Abitanti | Anno  | Abitanti | Anno  | Abitanti | Anno  | Abitanti |
| ----- | -------- | ----- | -------- | ----- | -------- | ----- | -------- |
| 1821* | 4 815    | 1848* | 5 130    | 1905* | 7 687    | 1939* | 15 045   |
| 1950* | 19 141   | 1971* | 27 305   | 1990  | 30 508   | 2005  | 34 196   |

## Società sportive
- SV Meppen (calcio)
- SV Union Meppen (calcio, tennis, ginnastica, pallavolo, tennis da tavolo, atletica)